# توقيت سامارا

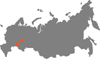

توقيت سامارا (بالروسية: Самарское время)‏ هي المنطقة الزمنية الخاصة بمنطقة سامارا في روسيا. يتقدم بأرسع ساعات عن التوقيت العالمي المنسق (ت ع م+04:00)، ويتقدم ساعة كذلك كاملة عن توقيت موسكو (MSK+1).
أهم المدن:
- سمارا أوبلاست
- أودمورتيا
- أوبلاست أستراخان
- أوليانوفسك أوبلاست
- ساراتوف أوبلاست